# Торгові ряди (Новгород-Сіверський)
Торгові ряди — комплекс торгових рядів у місті Новгороді-Сіверському Чернігівської області. Збудовані у 1856—1861 роках на колишній торгової площі міста по її периметру. Споруда в стилі зрілого класицизму, з цегли, являє собою дві ідентичні за архітектурними формами прямокутні в плані будівлі (східний і західний корпуси), витягнуті по одній осі. Будівлі належать до території Новгород-Сіверського державного історико-культурного музею-заповідника, входять до охоронної зони, є пам'яткою архітектури і містобудування національного значення (охоронний номер 854). Обидва корпуси використовуються за своїм призначенням — у будівлях розташовані численні крамниці, бутики, інші торгові точки та їх підсобні приміщення.

## Опис
Цегляна споруда, з двох ідентичних будівель в стилі зрілого класицизму. Будівлі являють собою східний і західний корпуси, витягнуті по одній осі уздовж вулиці Базарної (східний корпус: вул. Базарна, 2; західний корпус: вул. Базарна, 4). Перекриті склепіннями, дах чотирьохсхилий, вкритий залізом. Під спорудою — підвал зі склепінчастими перекриттями, до нього ведуть цегляні сходи.
Фасади оформлені по-різному. Східний, головний — у вигляді галереї-аркади, в довжину має 100 м. Арки різнопрольотні (кутові вже й нижче за інших, всі з напівциркульними перемичками, мають профільоване обрамлення), спираються на пілони, декоровані прямокутними нішами. У тимпанах між арками — трапецієподібні фільонки. Пілони на рівні імпостів профільовані і з'єднані металевими зв'язками. Цоколь також профільований. На головній фасадній стіні під аркадою розміщені прямокутної форми віконні та дверні прорізи з прямокутними сандриками над ними. Західний фасад вирішено більш стримано, у довжину вдвічі коротший за східний, стіни його розчленовані міжповерховим карнизом на два яруси, ритмічно розташовані віконні та дверні прорізи об'єднані напівциркульною нішею, фасад завершується багатопрофільним карнизом.
Пам'ятка належить до зразків цивільної архітектури періоду зрілого класицизму.

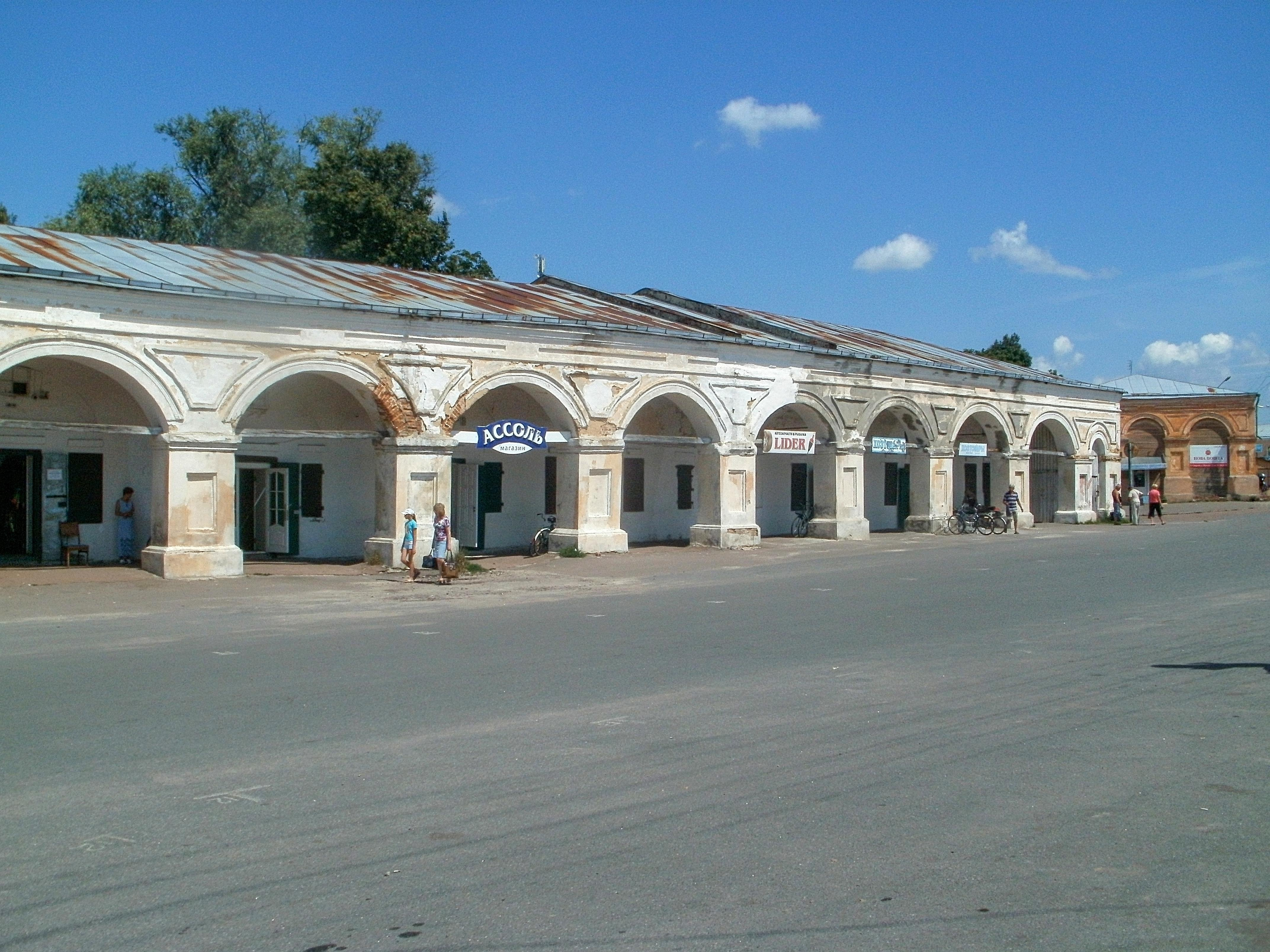
Західний корпус
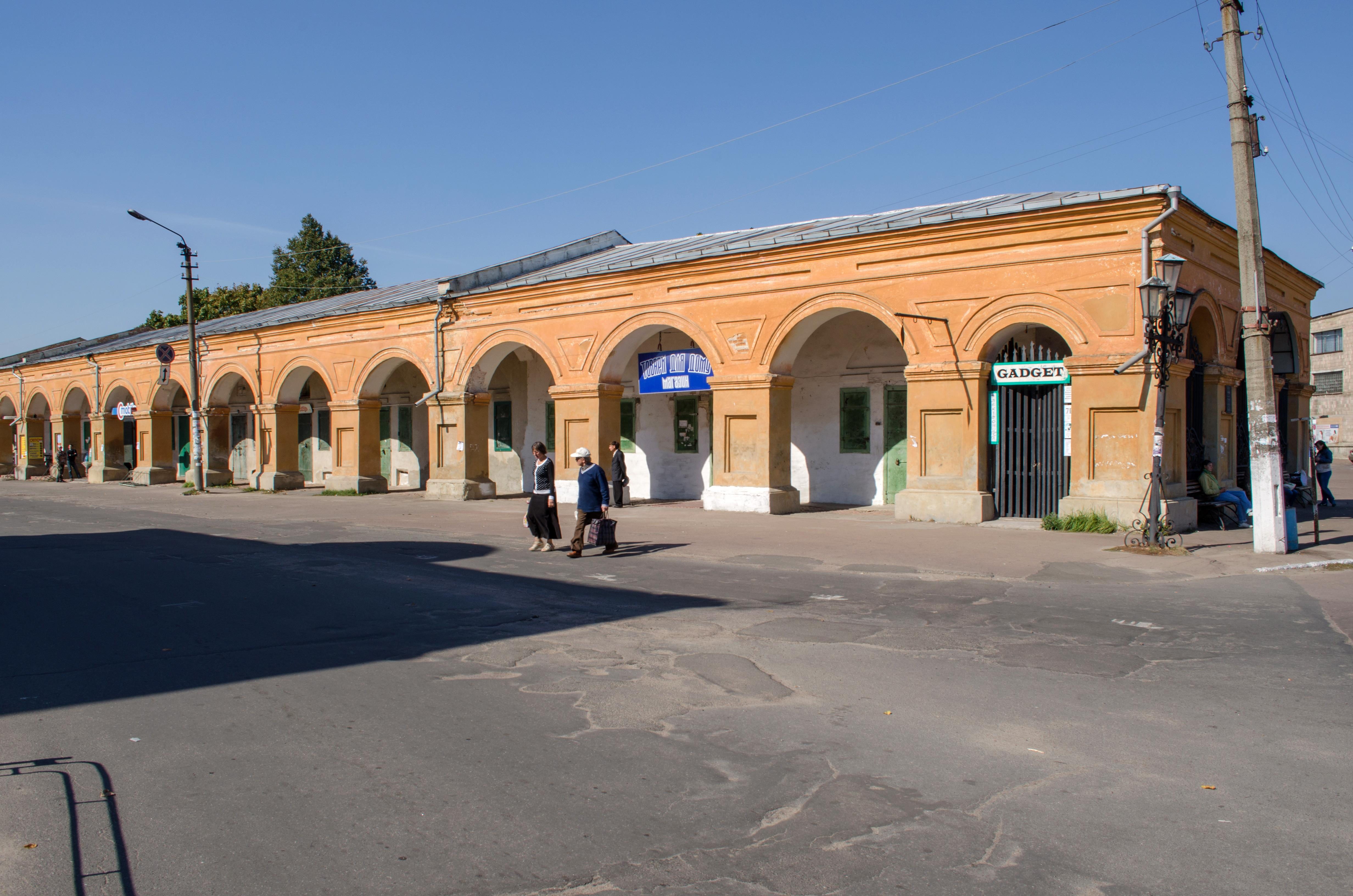
Східний корпус

## Історія
Наприкінці XVIII століття не надто вдале запровадження класицистичних архітектурних взірців у Новгороді-Сіверському змінювало образ міста не у кращий бік. Будівля масивного п'ятибанного Спаського собору пригнітила всі інші споруди ансамблю міста.
1805 року імператор Олександр I конфірмував проєкт перерозпланування Новгорода-Сіверського, на той час уже повітового містечка Чернігівської губернії. Проєктом передбачалося знести фортечні вали, радикально змінити розпланування середмістя й регулювання вуличних трас на периферії. Проєкт здійснили частково: широкі вулиці проклали на трасах фортечних валів, а в центрі — три нові. У південній частині міста випрямлено вуличні траси. Розпланування передмість лишилося незмінним.
Тогочасну забудову проводили з використанням класицистичних «зразкових проєктів» — так споруджено народне училище, острог, хлоп'ячу гімназію тощо. А бурхливий розвиток торгівлі вимагав будівництва крамниць, погребів та складів. На кресленику 1834 р. вже є декілька дерев'яних лавок, і ті, що тільки планувалися до забудови. Серед них можна відзначити хлібну шопу, що була розміщена якраз посередині сучасної площі, будівлю присутствених місць. Вулиця ж за документом означена як Головнотрактова. Вона і стала центром торгівлі, забудована дерев'яними лавками, які мали між собою невеликі проходи.
У липні 1853 р. в одному з будинків спалахнула пожежа і знищила весь дерев'яний ряд торгових крамниць. Трохи оговтавшись від стихії, новгород-сіверські купці звертаються з проханням дозволити їм будувати кам'яні лавки на місті тих, що згоріли. В листі до городничого вони пояснюють, що хотіли б побудувати крамниці там само, де були збудовані попередні, в одну лінію, але під спільним дахом.
Городничий Едуард Ритц у рапорті до цивільного губернатора Катона Шабельського клопочеться, аби пан губернатор дав згоду купцям будувати лавки, які б стали окрасою міста, а торговцям надійним захистом від вогню та злодіїв. А на термін до завершення будівництва, дозволив би облаштувати дерев'яні балагани на торговій площі. Ініціатива купецтва була підтримана губернатором, але з умовою, що по закінченню будівництва рядів, балагани будуть розібрані. Розглянувши всі побажання власників губернатор дає розпорядження Чернігівський Будівельний та Дорожній Комісії розробити проєкт плану та фасаду торгових рядів. Виконав це доручення помічник архітектора Поливанов у 1855 р. Але розроблений план будівлі не відповідав побажанням замовників — менший корпус замість 8 крамниць мав тільки 7. По периметру корпусів автор пропонував галерею, яка забрала б корисну площу, не передбачив протипожежних брандмауерів, крім того не прив'язав споруду до плану місцевості — поставив ряди прямо в яр. Розпочалося нове довготривале листування з поясненнями. Торговці наполягали на перегляді їхнього прохання та переробленні проєкту, виготовивши власний кресленик. А поки тривав розгляд справи, своє бажання будувати крамниці в рядах виявили кілька осіб, які до пожежі лавок на цьому місці не мали. Городничому довелося вимагати у всіх документи, які б підтверджували право власності на ділянки. Про резонанс цієї справи можна судити з того, що деякі купці звертались листами безпосередньо до імператора за дозволом бути серед власників будівництва крамниць. Завдяки клопотанню торговців та безпосередньому їх фінансуванню будівництва, зараз у місті є ця пам'ятка національного значення.
Коли з'ясувалося, що під запланованими до будівництва рядами зовсім не має міської землі стало зрозуміло, що згідно «Циркуляра» Головноуправляючого шляхів сполучення та громадських будівель від 9 січня 1839 р. складання планів та фасадів для приватних осіб не є обов'язком Комісії. Отже торговці самі мали знайти професійного архітектора, який би зробив проєкт і надав його на затвердження у Будівельну Комісію. Такий спеціаліст був знайдений. Це був губернський архітектор пан Щитинський. Він взяв за основу кресленики Поливанова, зробивши в них виправлення з урахуванням рекомендацій Комісії та побажань замовників. 8 лютого 1856 р. виправлений проєкт Торгових рядів було схвалено. Затверджені копії з проєктів разом з планом місцевості було надіслано до Новгород-Сіверської міської поліції для вручення замовникам, а пану Поливанову, в зв'язку з тим що Новгород-Сіверський знаходився на його ділянці, наказано на місті контролювати хід виконання робіт.
Сам процес будівництва теж мав певні проблеми. Справа в тому, що кожен з учасників будував свою ділянку рядів окремо від іншого, наймаючи власного підрядчика, що призводило до неодночасного спорудження торгових лавок. Тому владі доводилось вживати суворих заходів до тих, хто затримував будівництво. Та попри всі суперечки та розгляди, довге листування, затвердження проєктів тощо, торгові ряди у Новгороді-Сіверському було збудовано. На плані міста під 1867 р. вони означені як «корпуси кам'яних лавок», а серед покупців та торговців отримали назву «червоних» — крамниці довшого корпусу та «залізних» — меншого. Авторами споруди можна вважати обох архітекторів — Поливанова та Щитинського.
За час свого існування лавки піддалися незначним змінам і майже повністю зберегли первісну структуру та стильові особливості. У 60-роках XX століття торговим рядам надано статус пам'ятки національного значення. В 1985 р. розроблено проєкт реставрації та включено до республіканського туристичного маршруту «Намисто Славутича».
У радянські часи обидва корпуси використовувались як складські приміщення. У 90-ті роки XX століття з розвитком підприємництва, малого і середнього бізнесу торгові ряди знову стали використовуватись за своїм призначенням.